# Bastien Bouillon
Bastien Bouillon (19 maggio 1985) è un attore francese.

## Biografia
Figlio del regista teatrale Gilles Bouillon e dell'attrice Clémentine Amouroux, nonché pronipote di Joséphine Baker, cresce tuttavia lontano dal mondo dello spettacolo. Diplomatosi al liceo scientifico, viaggia per il mondo per due anni prima di decidere infine di fare l'attore. Dal 2007 al 2009 frequenta il prestigioso Cours Florent, per poi iscriversi al Conservatoire national supérieur d'art dramatique, da cui viene espulso l'anno seguente.
Conosce sul set di un film TV l'attore Jérémie Elkaïm, che lo presenta alla regista Valérie Donzelli, la quale dirigerà Bouillon in tre film cominciando dal successo de La guerra è dichiarata (2011). Nel 2015 viene candidato come migliore promessa maschile ai premi Lumière grazie alla sua interpretazione nel film Le Beau Monde. Nel 2022 riceve il riconoscimento da parte della critica in quello che, a 36 anni, è il suo primo ruolo da protagonista, nel poliziesco La notte del 12.

## Filmografia parziale

### Cinema
- La guerra è dichiarata (La guerre est déclarée), regia di Valérie Donzelli (2011)
- La Guerre des boutons, regia di Yann Samuell (2011)
- Lolita, episodio de Gli infedeli (Les Infidèles), regia di Éric Lartigau (2012)
- Main dans la main, regia di Valérie Donzelli (2012)
- 2 automnes 3 hivers, regia di Sébastien Betbeder (2013)
- Le Beau Monde, regia di Julie Lopes-Curval (2014)
- Marguerite & Julien - La leggenda degli amanti impossibili (Marguerite et Julien), regia di Valérie Donzelli (2015)
- La promessa dell'alba (La Promesse de l'aube), regia di Éric Barbier (2017)
- Il mistero Henri Pick (Le Mystère Henri Pick), regia di Rémi Bezançon (2019)
- Only the Animals - Storie di spiriti amanti (Seules les bêtes), regia di Dominik Moll (2019)
- La notte del 12 (La Nuit du 12), regia di Dominik Moll (2022)
- Simone Veil - La donna del secolo (Simone, le voyage du siècle), regia di Olivier Dahan (2022)
- Il conte di Montecristo (Le Comte de Monte-Cristo), regia di Alexandre de La Patellière e Matthieu Delaporte (2024)

### Televisione
- R.I.S. Police scientifique – serie TV, episodio 4x12 (2009)
- Alice Nevers - Professione giudice (Alice Nevers: Le juge est une femme) – serie TV, episodio 17x01 (2012)
- Profiling (Profilage) – serie TV, episodio 3x12 (2012)

## Riconoscimenti
- Premio César
  - 2023 - Migliore promessa maschile per La notte del 12 (La Nuit du 12)
- Premi Lumière
  - 2015 – Candidatura alla migliore promessa maschile per Le Beau Monde

## Doppiatori italiani
Nelle versioni in italiano dei suoi film, Bastien Bouillon è stato doppiato da:
- Davide Perino in La guerra è dichiarata, Only the Animals - Storie di spiriti amanti, Il mistero Henri Pick
- Flavio Aquilone ne Gli infedeli
- Massimo Di Benedetto in Marguerite & Julien - La leggenda degli amanti impossibili
- Gabriele Lopez ne La notte del 12
- Andrea Beltramo in Il sapore della felicità